# 卡当
卡当（法語：Caden，法語發音：[kadɛ̃]）是法国莫尔比昂省的一个市镇，位于该省东南部，属于瓦讷区。

## 地理
卡当（47°37'51"N, 2°17'17"W）面积38.1 平方千米，位于法国布列塔尼大區莫尔比昂省，该省份为法国西北部沿海省份，位于布列塔尼半岛南部，北起阿摩尔滨海省、西接菲尼斯泰尔省，南濒大西洋，东南接大西洋卢瓦尔省，东临伊勒-维莱讷省。
与卡当接壤的市镇（或旧市镇、城区）包括：马朗萨克、圣雅屈莱潘、圣戈尔贡、贝加讷、佩欧勒、利梅泽勒。

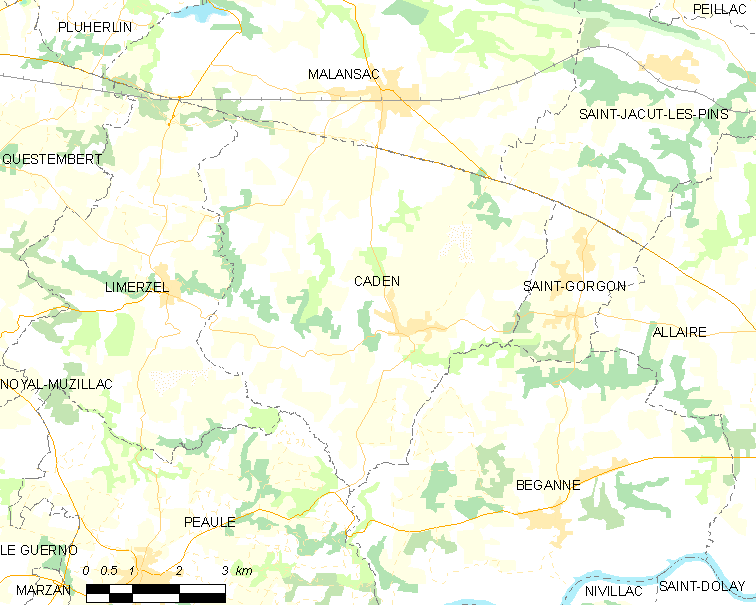
卡当的OSM定位图

卡当的时区为UTC+01:00、UTC+02:00（夏令时）。

## 行政
卡当的邮政编码为56220，INSEE市镇编码为56028。

## 政治
卡当所属的省级选区为凯斯唐贝尔县。

## 人口

1962-2008年间卡当人口变化图示

卡当于2022年1月1日时的人口数量为1570人。